# Salix sclerophylla
Salix sclerophylla — вид квіткових рослин із родини вербових (Salicaceae).

## Морфологічна характеристика
Це прямовисний кущ, до 2 метрів заввишки. Гілки багряно-червоні, голі чи волосисті. Листкові пластини 2–3.4 × 1–2 см, еліптична, обернено-яйцеподібна чи яйцеподібна чи майже округла, ворсиста на обох поверхнях, рідко майже гола, цілокрая, кінчик від гострого до тупого; листкова ніжка 1–2(3.5) мм завдовжки, запушена. Сережки 1–1.5 см, сидячі чи на коротких ніжках. Коробочка яйцювато-конічна 3–5.5 мм завдовжки, волосиста, сидяча чи майже так.

## Середовище проживання
Афганістан, Іран, Казахстан, Киргизстан, Пакистан, Таджикистан, Узбекистан, Західні Гімалаї, Сіньцзян.